# Frida Uhl
Maria Friedrike « Frida » Cornelia Uhl, née le 4 avril 1872 à Mondsee et morte le 28 juin 1943 à Salzbourg, est une femme de lettres, critique littéraire et traductrice autrichienne qui fut la deuxième épouse d'August Strindberg.

## Biographie
Frida Uhl est la fille du critique de théâtre et auteur de romans Friedrich Uhl qui fut aussi rédacteur en chef de la Wiener Zeitung et dont l'épouse est une fervente catholique. Elle poursuit ses études pendant neuf ans dans des institutions catholiques à Görz et à Bad Reichenhall, puis à Londres et à Paris. Elle devient correspondante littéraire de la Wiener Zeitung à Berlin, où elle rencontre en 1893 August Strindberg qui a vingt-trois ans de plus qu'elle. Elle l'épouse au mois de mai.
Pendant son mariage, elle est soutenue financièrement par les revenus du domaine agricole de ses grands-parents, du château de Dornach à Saxen. Strindberg s'y rend à plusieurs reprises et y écrit ou bien y peint, ainsi que dans leur maison de Klam. Leur fille Kerstin naît en 1894. Cependant le mariage s'avère un échec et le couple se sépare définitivement en 1897. D'une liaison avec Frank Wedekind, Frida Strindberg donne naissance à un fils, Friedrich, le 21 août 1897, qui sera élevé au château de Dornach chez ses grands parents. Elle entreprend une carrière de traductrice à Vienne notamment des œuvres d'Oscar Wilde. Elle ouvre en 1900 un premier cabaret littéraire allemand avec l'aide de son amant le poète Hanns Heinz Ewers. Sa liaison avec l'écrivain Werner von Oesteren est particulièrement houleuse. Elle le menace à plusieurs reprises de son revolver et le fait suivre par un détective. Elle s'enfuit à Londres en 1908 après avoir encore causé un scandale dans un hôtel de Vienne au cours du réveillon du Nouvel An avec un revolver. 
Elle fonde en 1912 un cabaret théâtral et littéraire à Soho à Londres, du nom de The Cave of the Golden Calf (La Cave du Veau d'or) qui est décoré par Charles Ginner et Spencer Frederick Gore et qui est fréquenté par des auteurs d'avant-garde comme Wyndham Lewis et Jacob Epstein, et aussi par Katherine Mansfield ou Augustus John. Elle monte certaines pièces de Strindberg, organise des lectures d'œuvres du futuriste Marinetti, et fait jouer Pierrot lunaire d'Arnold Schönberg. Le cabaret est fermé deux ans plus tard, lorsqu'elle part pour les États-Unis au déclenchement de la Première Guerre mondiale. 
Elle vit de traductions à New York (entre autres de son ancien mari Strindberg). Elle écrit aussi des scénarios sous le pseudonyme de Marie Eve pour la  Fox Film.
Elle est enterrée au cimetière de Mondsee, où elle était revenue.